# Ndoi (Konye)
Pour les articles homonymes, voir Ndoi.
Ndoi (ou Ndoi Bakundu) est un village du Cameroun situé dans le département de la Meme et la Région du Sud-Ouest. Il fait partie de la commune de Konye.

## Population
En 1953 on y a dénombré 337 habitants, puis 608 en 1967, principalement des Bakundu, du groupe Oroko.
Lors du recensement de 2005, la localité comptait 827 personnes.